# Грабен (Баварія)
Грабен (нім. Graben) — громада в Німеччині, знаходиться в землі Баварія. Підпорядковується адміністративному округу Швабія. Входить до складу району Аугсбург.
Площа — 14,56 км2. Населення становить 4017 ос. (станом на 31 грудня 2020).